# Roy C. Anderson
Roy Clayton Anderson (geb. 26. April 1926 in Camrose; gest. 27. August 2001 in Guelph) war ein kanadischer Parasitologe, Experte auf dem Gebiet der Wildtierkrankheiten und Hochschullehrer an der University of Guelph. Seine umfangreiche und akribische Arbeit führte zur Aufklärung der Ursache der „moose sickness“, einer zentralnervösen Erkrankung bei Elchen, die von Parelaphostrongylus tenuis ausgelöst wird.

## Leben
In seiner Highschoolzeit begann sein Interesse für Ornithologie, das er zeitlebens als Hobby beibehielt. Nach Dienst in der Royal Canadian Navy im Zweiten Weltkrieg, heiratete er und begann ein Studium der Biologie an der University of Alberta. Nach seinem Abschluss 1950 wechselte er an die University of Toronto, wo er 1952 den Master of Science und 1956 den Ph.D. erwarb. In seiner Ph.D. Thesis beschäftigte sich Anderson mit Ornithofilaria fallisensis, einem Fadenwurm beim Wassergeflügel. Dies begründete sein starkes Interesse für die Rollschwänze. Anschließend absolvierte Anderson Auslandsaufenthalte an der Rothamsted Experimental Station im Vereinigten Königreich, an der London School of Hygiene & Tropical Medicine und bei Professor Alain Chabaud am College de France in Paris. 1958 kehrte er nach Kanada zurück und trat eine Stelle an der Ontario Research Foundation an. 1965 wurde er zum Professor für Zoologie der Wirbellosen berufen, 1979 bis 1989 hatte er den Lehrstuhl für Zoologie an der University of Guelph inne. Auch nach seiner Emeritierung 1991 war er täglich an der Universität tätig.
Anderson war Allein- oder Mitautor von 269 wissenschaftlichen Arbeiten. Er beschrieb 81 neue Arten und 8 neue Gattungen. Sein Band 10 der Keys to the Nematodes setzte neue Standards in der Klassifikation der Fadenwürmer. Er war darüber hinaus Autor oder Mitautor von 11 Buchkapiteln und von 5 Büchern. 1975 bis 1976 war er Präsident der Canadian Society of Zoologists, zudem Schriftleiter mehrerer parasitologischer Fachzeitschriften.

## Werke
- Nematode Parasites of Vertebrates: Their Development and Transmission. CABI, 2000, ISBN 9780851994215
- mit John W. Davis: Parasitic Diseases of Wild Mammals. 1971